# Roque Paloschi
Dom Roque Paloschi, (Lajeado, 5 de novembro de 1956) é um bispo católico brasileiro, arcebispo de Porto Velho.

## Estudos
Estudou o ensino fundamental no Ginásio Estadual Secundário Vila Progresso, Lajeado-RS e ensino médio no Colégio Estadual Dr. Carlos A. Kluwe, Bagé-RS. Formou-se em Filosofia pela Universidade Católica de Pelotas (1977-1981) e em Teologia pela Pontifícia Universidade Católica do Rio Grande do Sul (1982-1985).

## Sacerdócio
"Vigário Paroquial na Paróquia do Arcanjo São Gabriel-RS (1987-1994); Pároco na Paróquia Santa Teresinha, em Santana do Livramento-RS (1995-1996); Missionário da Igreja Gaúcha, Regional Sul 3, no Projeto Igreja Solidária de Moçambique (1997-1999); Pároco da Paróquia Nossa Senhora da Luz em Pinheiro Machado-RS (2000-2005)."

## Episcopado
Foi nomeado pelo Papa Bento XVI bispo da Diocese de Roraima, no dia 18 de maio de 2005. Foi ordenado bispo em Boa Vista, Roraima, aos 17 de julho de 2005. Tomou posse como Bispo de Roraima, em 17 de julho do mesmo ano.
No dia 14 de outubro de 2015 foi elevado arcebispo pelo Papa Francisco, para a sede metropolitana de Porto Velho, Rondônia. Tomou posse como Arcebispo de Porto Velho, no dia 8 de dezembro do mesmo ano.